# Owl-Stachelratte
Die Owl-Stachelratte (Carterodon sulcidens) ist ein Nagetier, das in südlichen Bereichen der brasilianischen Savannenlandschaft Cerrado vorkommt. Die Art bildet die monotypische Gattung Carterodon.
Die wissenschaftliche Beschreibung der Art erfolgte 1841 anhand halbfossiler Überreste, die aus dem brasilianischen Bundesstaat Minas Gerais stammten. Die Skelettteile wurden in Gewöllen der Schleiereule (Tyto alba) gefunden. Zehn Jahre später konnten im selben Gebiet lebende Exemplare gefangen werden. Die Owl-Stachelratte gilt allgemein als selten.

## Merkmale
Mit einer Kopf-Rumpf-Länge von 15,5 bis 20,0 cm (laut Patton et al. 13,5 bis 25 cm) sowie einer Schwanzlänge von 6,8 bis 8,0 cm zählt die Art zu den kleinen bis mittelgroßen Stachelratten. Das Gewicht variiert zwischen 92 und 195 g. Wie der deutsche Trivialname andeutet, besteht das Fell der Oberseite aus weichen Haaren und mehreren Borsten oder flexiblen Stacheln, die eine weiche Spitze besitzen. Die Owl-Stachelratte hat auf dem Rücken gelbbraunes Fell mit schwarzen Schattierungen, während die Körperseiten eher grau sind. Am Bauch wird das Fell von den gelbroten Seiten zur Mitte hin heller bis weiß. Rötliche Stellen treten zusätzlich an den Halsseiten sowie an der Kehle auf. Die Owl-Stachelratte hat einen behaarten Schwanz mit schwarzer Oberseite und gelblicher Unterseite. Sie besitzt Rillen an den oberen Schneidezähnen.
Die Arme und Beine der Owl-Stachelratte sind kurz, mit kräftigen Krallen an Fingern und Zehen. Unter den Haaren des Schwanzes befinden sich Schuppen.

## Lebensweise
Die Informationen zur Lebensweise der Art sind begrenzt. Die Owl-Stachelratte bevorzugt in der Savannenlandschaft Cerrado offene Bereiche mit vereinzelten Büschen oder Bäumen, zwischen Galeriewäldern und reinen Grasflächen. Sie gräbt bis zu 80 cm lange Tunnel mit einem Durchmesser von 7 bis 10 cm, die in einer Kammer mit etwa doppeltem Durchmesser enden. Die Stachelratte polstert die Kammer mit Gras und Blättern.
Die Individuen ruhen am Tage und kommen erst am Abend oder in der Nacht an die Erdoberfläche. Untersuchungen fanden im Magen der Owl-Stachelratte einen Brei, der als Pflanzenüberreste gedeutet wurde. Ein gefangenes Weibchen war mit einem Embryo trächtig.

## Status
Die Owl-Stachelratte wird aufgrund ihrer Seltenheit mit „keine ausreichende Daten“ (Data Deficient) gelistet. Die Anlage neuer Ackerflächen stellt eine potentielle Gefahr dar. Im westlichen Teil ihres Verbreitungsgebiets kommt sie im Chapada dos Guimarães Nationalpark vor.